# Cantone di Castelsarrasin
Il Cantone di Castelsarrasin è una divisione amministrativa degli arrondissement di Castelsarrasin e di Montauban.
È stato istituito a seguito della riforma dei cantoni del 2014, che è entrata in vigore con le elezioni dipartimentali del 2015.

## Composizione
Comprende i comuni di:
- Barry-d'Islemade
- Les Barthes
- Castelsarrasin
- Labastide-du-Temple
- Meauzac
- La Ville-Dieu-du-Temple